# Lemmus trimucronatus
Lemmus trimucronatus (Лемінг коричневий) — вид ссавців з родини Cricetidae.

## Проживання
Країни проживання: Канада, Російська Федерація, США. Мешканці арктичної тундри або субарктичної альпійської тундри вище лінії дерев.

## Фізичні характеристики
Має зверху світло-коричневе хутро з чорною спинною смугою, низ світло-сірий. Має тупий писочок, маленькі вуха, короткі ноги і дуже короткий хвіст. Довжина тіла від 12 до 15 см, вага від 45 до 150 грам, а хвіст 1 до 1,5 см. Ноги, як підошви так і пальці, укриті щетиною.

## Поведінка
Їжею є мох, осока, трави і м'які гілки, також пташині яйця. Живуть під землею, в колоніях.

## Розмноження та розвиток
Гніздо вистеляється травою і пучками хутра, в якому до 12 дитинчат зростає після періоду вагітності протягом 18 днів.